# Leeuwanker
Het leeuwanker is een specifiek type groutanker dat draaiend in plaats van trillend in de grond gebracht wordt. Het anker wordt in de bouw en civiele techniek toegepast als (bijvoorbeeld) trekelement voor funderingen en/of wanden van bouwkuipen en damwanden. 
Het leeuwanker is een holle stalen buis waarbij aan de onderzijde een avegaar is opgelast. De onderzijde van de avegaar bevat spuitopeningen ten behoeve van de groutmenging. Het anker wordt roterend op diepte gebracht en gedurende dit proces wordt via de holle buis grout in de grond geïnjecteerd. Op deze wijze mengt de aanwezige grond zich met het grout ("mixed in place" methode) en ontstaat er een groutlichaam rond de stalen buis met voorboor.
Het anker is vernoemd naar het aannemingsbedrijf wat dit type anker heeft ontworpen.